# Byron Cano
Byron Cano (n. Santa Elena, Santa Elena, Ecuador; 20 de abril de 1990) es un futbolista ecuatoriano. Juega de delantero, se inició en la escuela de fútbol Salinas Internacional y su equipo actual es Santa Elena S.C, club afiliado a la Asociación de Fútbol Profesional de Santa Elena de la Segunda Categoría de Ecuador.

## Clubes
| Club                   | País    | Año         |
| ---------------------- | ------- | ----------- |
| Liga de Quito          | Ecuador | 2007        |
| Cuniburo FC            | Ecuador | 2008        |
| Alfaro Moreno          | Ecuador | 2009        |
| Universidad Católica   | Ecuador | 2009-2010   |
| Deportivo Quito        | Ecuador | 2011        |
| Deportivo Cuenca       | Ecuador | 2012 - 2013 |
| Olmedo                 | Ecuador | 2014        |
| Deportivo Quito        | Ecuador | 2015        |
| Delfín SC              | Ecuador | 2015        |
| Fuerza Amarilla        | Ecuador | 2016 - 2017 |
| Liga de Loja           | Ecuador | 2018        |
| Atlético Santo Domingo | Ecuador | 2019        |
| Santa Elena S.C        | Ecuador | 2021        |

### Campeonatos nacionales
| Título                 | Club            | País    | Año  |
| ---------------------- | --------------- | ------- | ---- |
| Campeonato Ecuatoriano | Deportivo Quito | Ecuador | 2011 |
| Serie B                | Delfín SC       | Ecuador | 2015 |